# Niurba
Niurba (ros. Нюрба) – miasto w Rosji, w Jakucji; ośrodek administracyjny ułusu Niurbińskiego.
Leży na Nizinie Środkowojakuckiej nad rzeką Wiluj, ok. 600 km na zachód od Jakucka; 10 tys. mieszkańców (2005). Ośrodek regionu wydobycia diamentów; przemysł spożywczy; przystań rzeczna; lotnisko.
Osiedle założone w 1930 r.; prawa miejskie w 1998 r.